# Rio Quixito
Rio Quixito är ett vattendrag i Brasilien.   Det ligger i delstaten Amazonas, i den västra delen av landet, 2 700 km nordväst om huvudstaden Brasília.
I omgivningarna runt Rio Quixito växer i huvudsak städsegrön lövskog. Trakten runt Rio Quixito är nära nog obefolkad, med mindre än två invånare per kvadratkilometer.